# 朱廷聲
朱廷聲（1466年—1537年），字克諧，號南岡，江西南昌府進賢縣人，明朝政治人物。

## 生平
弘治十一年（1498年）戊午科江西鄉試第五十名舉人，十二年（1499年）聯捷己未科進士。授行人司行人，改監察御史。
正德初年，掌印太監劉瑾擅政，朱廷聲上疏進言請殺劉瑾，反被矯詔誣陷為奸黨，罰米落職。五年（1510年）劉瑾被誅，六年（1511年）起為南京刑部郎中，十一年（1516年）三月升浙江按察司僉事，十六年（1521年）正月升湖廣按察司副使。嘉靖二年（1523年）九月升河南布政使司左參政，升湖廣右布政使，六年（1527年）十一月升福建左布政使，七年（1528年）升都察院右副都御史、巡撫湖廣，九年（1530年）升刑部右侍郎，十一年（1532年）十月以病乞休。十六年（1537年）八月二十四日病卒。

## 家族
曾祖朱繼初；祖父朱孔寬；父朱層，字大霄，贈奉政大夫浙江按察司僉事。母馬氏。具庆下。兄廷爵。弟廷用、廷甫。